# NGC 5045
NGC 5045 is een open sterrenhoop in het sterrenbeeld Centaur. Het hemelobject werd op 16 juni 1835 ontdekt door de Engelse astronoom John Herschel.

## Synoniem
- ESO 96-SC5